# Жаворонок (Глинка)
«Жаворонок» — романс М. И. Глинки на слова Н. В. Кукольника. Входит в цикл «Прощание с Петербургом», созданный в 1840 году. Один из наиболее известных и исполняемых романсов композитора. Популярна также фортепианная обработка «Жаворонка», сделанная М. А. Балакиревым.

## История
«Жаворонок» входит в вокальный цикл «Прощание с Петербургом», состоящий из 12 номеров. Глинка работал над ним в июне-июле 1840 года и полностью завершил к 9 августа. Все романсы цикла написаны на стихи Н. В. Кукольника; несмотря на то, что их объединяет общая сквозная тема странствий и расставаний, каждый представляет собой самостоятельное произведение. Многие романсы цикла имеют посвящения; «Жаворонок» посвящён поэту и переводчику А. Н. Струговщикову.

## Общая характеристика
Между небом и землёй

Песня раздаётся,

Неисходною струёй

Громче, громче льётся.

Не видать певца полей,

Где поёт так громко

Над подруженькой своей

Жаворонок звонкий.

Ветер песенку несёт,

А кому — не знает…

Та, кому она, поймёт,

От кого — узнает!

Лейся, песенка моя,

Песнь надежды сладкой:

Кто-то вспомнит про меня

И вздохнёт украдкой.
О. Е. Левашёва относит «Жаворонка» к романсам песенного типа, отличающихся простотой и непосредственностью выражения. Его мелодика во многом близка русской бытовой песне: так, основная интонация романса, шестикратно повторяющаяся в каждой строфе и определяющая весь его гармонический облик, — шаг на кварту вверх с последующим заполнением — связана с типичными запевами русских песен.
«Жаворонок» традиционно связывается не только с традициями русской песенности, но и с образом русской природы. Однако его пейзажность обозначена лишь лёгким штрихом: в коротком фортепианном вступлении и в интерлюдиях слышатся трели жаворонка. При этом вокальная партия полностью лишена каких-либо звукоизобразительных черт. Борис Асафьев так писал об этом романсе:

Довольно часто у Глинки можно наблюдать выражение длящегося томительного душевного состояния, «охваченности аффектом», сосредоточенности внимания на каком-либо явлении выдержанным внутри тоном, вокруг которого сплетаются остальные голоса… В «Жаворонке» таким тоном является си — доминанта ми минора, выразительное вибрирование которого прекрасно соответствует впечатлению от звенящего над полем, высоко в небе, длительно-длительно, «неисходною струей», будто и без цезур, голоса этой птицы. Очень тонко, без всякого звукоподражания, Глинка «вибрирует» фортепианный наигрыш, предшествующий элегической мелодии жаворонка, и в целом рождается музыкально-поэтический образ — песнь надежды.

«Жаворонок» — один из известнейших романсов Глинки; по словам А. К. Кенигсберг, он стал «своеобразной эмблемой творчества композитора». Существуют также различные обработки и переложения романса: для различных инструментов, хора и т. п. Фортепианные транскрипции ряда произведений Глинки, включая «Жаворонка», создал А. И. Дюбок. Однако наибольшей известностью пользуется виртуозная фортепианная обработка М. А. Балакирева, в которой, по словам В. И. Музалевского, «щебечет уже не одинокий глинкинский жаворонок, а целая стая певчих птиц».

## Исполнители
Известно, что сам Михаил Глинка обладал хорошим голосом — драматическим тенором — и нередко исполнял собственные произведения. Композитор А. Н. Серов, вспоминая о том, как Глинка пел «Жаворонка», писал, что в его исполнении «всё было необыкновенно колоритно и грандиозно: всё было свежо, как весенний воздух». А. Н. Струговщиков замечал, что в авторском исполнении «Жаворонок» всякий раз звучал по-новому: «Грацию, которой исполнен этот романс, он вариировал с таким искусством, что можно было принять одно и то же за две различные композиции».
В числе исполнителей романса в разные годы были Ф. И. Шаляпин, С. Я. Лемешев, Г. М. Нэлепп, Ю. А. Гуляев, Б. Христов, Л. Г. Чкония, И. К. Архипова, А. В. Нежданова, Е. В. Образцова, Н. А. Казанцева и др.